# Помен
Помен (болг. Помен) — село в Болгарии. Находится в Русенской области, входит в общину Две-Могили. Население составляет 436 человек.

## Политическая ситуация
В местном кметстве Помен, в состав которого входит Помен, должность кмета (старосты) исполняет Вели Халилов Велиев (Движение за права и свободы (ДПС)) по результатам выборов правления кметства.
Кмет (мэр) общины Две-Могили — Драгомир Дамянов Драганов (коалиция партий: Союз демократических сил, Демократическая партия, Демократы за сильную Болгарию, Земледельческий народный союз) по результатам выборов в правление общины.